# Thomas Martens
Thomas Martens (* 20. Februar 1958) ist ein deutscher Versicherungskaufmann und Gründer der in Hamburg ansässigen Securvita-Holding-Unternehmensgruppe.

## Leben
Thomas Martens erhielt seine Ausbildung zum Versicherungskaufmann bei der Iduna-Versicherung und wurde Versicherungsmitarbeiter für Krankenversicherungen im Außendienst.
1984 gründete er die Securvita-Unternehmensgruppe, zunächst als Beratungsunternehmen für private Krankenversicherungen, und engagierte sich für Alternativen im Versicherungs- und Gesundheitswesen, u. a. mit dem Ziel, bestimmten Naturheilverfahren (u. a. Anthroposophische Medizin und Homöopathie) zur Anerkennung zu verhelfen.
Im Jahr 1996 gründete Martens die Securvita BKK.
Anfang 2011 wurde gegen Martens der Verdacht der schweren Untreue erhoben und die Aufsichtsbehörde der bundesweiten Krankenkassen, das Bundesversicherungsamt, forderte die Securvita BKK auf, den Verwaltungsratsvorsitzenden Thomas Martens und den Vorstand Ellis Huber von ihren Ämtern zu entheben. Die Krankenkasse hat gegen diese Anordnung geklagt und vor dem Landessozialgericht Hamburg recht erhalten. Das Urteil ist rechtskräftig. Das Ermittlungsverfahren gegen Martens und fünf weitere Beschuldigte wurde im Januar 2017 von der Staatsanwaltschaft Hamburg wegen fehlendem Tatverdacht eingestellt.
Thomas Martens ist in zweiter Ehe verheiratet. Er hat aus beiden Ehen insgesamt vier Töchter, darunter die Schauspielerinnen Finja Martens und Nike Martens.